# وندی بکت
وندی مری بکت (انگلیسی: Wendy Mary Beckett؛ زادهٔ ۲۵ فوریه۱۹۳۰ – ۲۶ دسامبر ۲۰۱۸) یا خواهر وندی (به انگلیسی: Sister Wendy) خواهر روحانی، تاریخدان هنر، مجری تلویزیون، پدیدآور، استاد دانشگاه و مترجم اهل بریتانیا بود.او زمانی که مجری مجموعه‌ای از مستندها راجع به تاریخ هنر در تلویزیون بی‌بی‌سی در دههٔ ۱۹۹۰ میلادی بود، شهرت جهانی پیدا کرد. برنامه‌های او مانند ادیسهٔ خواهر وندی یا تور بزرگ خواهر وندی اغلب حدود ۲۵ درصد از مخاطبان تلویزیونی بریتانیایی را جذب می‌کرد. در ۱۹۹۷، برنامه‌های او به ایالات متحده هم رسید. نیویورک تایمز او را این چنین توصیف کرد: «زاهدی گهگاهی که سریعاً در راه رسیدن به بعیدترین و مشهورترین منتقد هنری تاریخ تلویزیون است».

## مرگ
بکت در ۲۶ دسامبر ۲۰۱۸، در صومعه کارملایت در کویدنهام، نورفک درگذشت. او در زمان مرگ ۸۸ سال داشت.